# XIV век до н. э.
XIV (четы́рнадцатый) век до на́шей э́ры по пролептическому юлианскому календарю — век с 1 января 1400 года до н. э. по 31 декабря 1301 года до н. э. Это 7-й век 2-го тысячелетия до н. э. Ему предшествовал XV век до н. э., за ним следовал XIII век до н. э. Закончился 3325 лет назад.

## Правители
- Фараоны Аменхотеп III, Эхнатон, Сменхкара, Нефернефруатон (?), Тутанхамон, Эйе, Хоремхеб, Рамсес I, Сети I.
- Цари хеттов Арнуванда I, Хаттусили II, Тудхалия II, Тудхалия III, Суппилулиума I, Арнуванда II, Мурсили II.
- Царь Тира Абимилки.
- Цари Митанни Шуттарна II, Арташумара, Тушратта, Шуттарна III, Шаттиваза, Шаттуара I.
- Цари Ассирии Ашшур-надин-аххе II, Эриба-Адад I, Ашшур-убаллит I, Эллиль-нирари, Арик-ден-или, Адад-нирари I.
- Цари Вавилона Кадашман-Харбе I, Куригальзу I, Кадашман-Эллиль I, Бурна-Буриаш II, Караиндаш II, Назибугаш, Куригальзу II, Назимарутташ.
- Цари Элама Игехалки, Пахиришшан I, Аттаркиттах.
- Цари Шан Цзу И, Цзу Синь, Во Цзя, Цзу Дин, Нань Гэн, Ян Цзя.

## События

### Египет
- 1391—1353 (1386—1349 или 1405—1367) — Фараон Аменхотеп III. Мирные отношения с Вавилонией и Митанни. Династические связи с ними. Строительство Луксорского храма Амона-Ра. Храм со статуями Аменхотепа — «колоссами Мемнона».
- 1386 — Подавление Аменхотепом восстания в Эфиопии.
- 1353—1337 (1349—1334 или 1368—1351) — Фараон Неферкеперур Аменхотеп IV (Эхнатон). Сын Аменхотепа III и Тии. Перенесение столицы из Фив в новый город Ахетатон (Эль-Амарна). Введение культа Атона. Натиск хеттов на Сирию. Женат на Нефертити. Шесть дочерей, в том числе Меритатен.
- Ок. 1337 (1361) — Фараон Сменхкара, зять Эхнатона. Восстановил почитание Амона.
- 1337—1325 — Фараон Тутанхамон (ок. 1352—1325), зять Эхнатона. Соправитель с 1343. Поселяется в Мемфисе. Некоторое улучшение положения в Сирии.
- 1325 — Вдова Тутанхамона предлагает свою руку хеттскому царевичу. Но египетские вельможи убивают его. Царь хеттов идёт на Египет. Египетское войско разбито. Но эпидемия, передавшаяся от египетских пленных к хеттам, заставляет хеттов прекратить военные действия.
- 1325—1323 — Фараон Эйе, бывший начальник колесничьего войска.
- 1323—1295 (ок. 1350) — Фараон Хоремхеб, последний из XVIII династии. После избрания фараоном в Фивах отплывает в Мемфис. Сооружение чертога перед главным храмом Амона в Фивах.

### Ближний Восток
- Начало XIV века — Царь Митанни Тушратта. Митанни сохраняет гегемонию в Ассирии. Союз Тушратты с Египтом.
- Ок. 1385—1360 (1404—1379) — Царь Вавилонии Бурна-Буриаш II. Посольство в Египет.
- Ок. 1380 (ок. 1410) — Суппилулиума узурпирует трон хеттов и освобождает страну от иностранных захватчиков.
- Ок. 1380—1346 (Ок. 1410 — ок. 1360) — Царь хеттов Суппилулиума.
- Ок. 1377 (ок. 1400) — Гибель дворца в Кноссе. Окончательный упадок Крита.
- 1360-е годы — Абдиаширта объединяет под своей властью область Амурру, но гибнет в борьбе с финикийскими городами.
- 1364—1328 (Начало XIV века) — Царь Ассирии Ашшурубаллит I. Освобождение Ассирии от влияния Митанни. Захват части митаннийской территории. Усиление влияния Ассирии в Вавилонии.
- Ок. 1362 — Союз Ассирии с Египтом. Победа Ашшурубаллита над Митанни. Укрепление северной границы Ассирии.
- Ок. 1360 — После смерти царя Тушратты в Митанни начинаются смуты. Престол захвачен узурпатором Шуттарной. Шуттарна заключает союз с Ассирией и Альше. Ко двору хеттов бежит Шаттиваса, сын Тушратты. Шаттиваса женится на дочери Суппилулиумы.
- Ок. 1358 (Ок. 1400) — Царь хеттов Суппилулиума разгромил Митанни и покорил Сирию. На престол Митанни садится ставленник хеттов Шаттиваса.
- 1350-е годы (1370—1360-е годы) — Успешные походы хеттов в Сирию. Их поддерживают степные племена хапиру. Подчинение хеттами Угарита, Каркемиша и Халпы.
- Ок. 1355 — Брак царя Вавилона Караиндаша II с дочерью Ашшурубаллита.
- 1346-ок. 1315 (Ок. 1360 — ок. 1330) — Царь хеттов Мурсили II, сын Суппилулиумы. Победа над царством Арцава. Границы державы хеттов простираются до Эгейского моря.
- 1340-е годы — Царь Амурру Азиру, сын Абдиаширты, захватывает центральную часть Финикии. Визит Азиру в Египет. Он оправдывается перед Эхнатоном, но по возвращении заключает союз с Суппилулиумой.
- 1340-е годы — Поражение Библа, союзника Эхнатона, в борьбе с соседними государствами. Гегемония над Финикией переходит к Сидону.
- Ок. 1335 — На вавилонский престол вступает сын Караиндаша и внук Ашшурубаллита Кадашман-Харбе I. Поход Кадашман-Харбе на Сирию. Его убивают касситы, недовольные союзом с Ассирией. Царём Вавилона провозглашают узурпатора Назибугаша.
- Ок. 1333 — Ашшурубаллит захватывает Вавилон, громит Назибугаша. Царём Вавилона становится Куригальза II, сын Кадашман-Харбе.
- 1308 или 1312 г. — солнечное затмение.
- Ок. 1308 — Царь Ассирии Арикденили. Победы над Митанни.
- 1306—1274 (Середина XIV века) — Царь Ассирии Адад-нирари I, сын Арикденили. Война с Вавилонией. Ассирия захватывает Аррапху и Нузу. Адад-нирари отражает нападение Митанни и ставит митаннийского царя в зависимое от себя положение. Новый царь Митанни отлагается от Адад-нирари. Адад-нирари победоносно проходит всю митаннийскую территорию, захватывает Вашшуккани и территорию от Харрана до Каркемиша. Победа над арамеями.
- XIV век — Начало расселения арамеев из Аравии по Передней Азии.

### Другие регионы
- 1388 (1384) — Перенесение Пань Гэном столицы на новое место в Аньянь.
- 1352—1324 — Царь Инь Сяо И. Переселение племени Чжоу на восток, на территорию Ци.
- 1327 — Потомки людей Гун-лю во главе с князем Шань-фу, гонимые жунами, поселились в Северном Шэньси. Из этого племени произошла династия Чжоу.
- Значительное строительство в Микенах. Укрепление акрополя.
- Распространение коневодства в степях Южной Сибири и Казахстана; развитие кочевого скотоводства.
- Легендарное путешествие аргонавтов.

## Важные персоны
- Ясон